# Remex
Die Remex GmbH (Eigenschreibweise: REMEX), ein Unternehmen der Recyclingbranche mit Sitz in Düsseldorf, wurde 1973 gegründet, gehört seit 2005 zum Rethmann-Konzern und ist dort im Geschäftsbereich Remondis angesiedelt.

## Unternehmen
Unternehmerische Schwerpunkte der Remex sind Mineralstoffentsorgung, Baustoffrecycling, Ersatzbaustoff-Produktion, Boden- und Flächensanierung, Bergversatz sowie Deponiemanagement.
Kerngeschäft von Remex ist die Behandlung bzw. Aufbereitung mineralischer Abfälle sowie das Aufbereiten und Zurückführen mineralischer Abfälle aus Bauwirtschaft und Industrie in den Stoffkreislauf. Beim Bearbeitungsprozess werden die übernommenen mineralischen Stoffe aufbereitet und in Form von Ersatz- bzw. Recyclingbaustoffen wieder nutzbar gemacht. Ersatzbaustoffe können Primärbaustoffe wie beispielsweise Kies, Sand oder Basalt ersetzen.